# Cyaniris najara
Cyaniris najara är en fjärilsart som beskrevs av Hans Fruhstorfer 1910. Cyaniris najara ingår i släktet Cyaniris och familjen juvelvingar. Inga underarter finns listade i Catalogue of Life.